# Cyklistická trasa 10
Cyklistická trasa 10, resp. cyklotrasa 10 a také nazývaná Cyklostezka Olše, je cyklistická trasa v okrese Frýdek-Místek a okrese Karviná vedoucí podél řeky Olše (Olza) a česko-polské státní hranice. Trasa vede částečně přes historický region Těšínsko a celá leží v Horním Slezsku v Moravskoslezském kraji. Geograficky se také nachází v mezoregionech Jablunkovské brázda, Podbeskydská pahorkatina a Ostravská pánev.

## Historie a popis stezky
Cyklistická trasa 10 je jednou z páteřních tras česko-polského pohraničí. Začíná na hraničním přechodu Bukovec-Istebna a pokračuje přes Bukovec, Písek, Jablunkov, Návsí, Hrádek, Bystřice, Vendryně, Třinec, Český Těšín, Chotěbuz, Louky (Karviná), Lázně Darkov, Fryštát, Staré Město (Karviná), Koukolná, Dětmarovice, Kopytov, Šunychl s odbočkou k soutoku Odry a Olše. Má délku 80 km a je sjízdná na běžném cykloturistickém kole.

## Další informace
Cyklostezka je celoročně volně přístupná a navazuje nebo se prolíná s dalšími cyklostezkami a turistickými trasami v Česku a Polsku, např. Cyklistická trasa 46, 56, 6100, 6257, Železná cyklotrasa, Cyrilometodějská stezka aj.

## Galerie

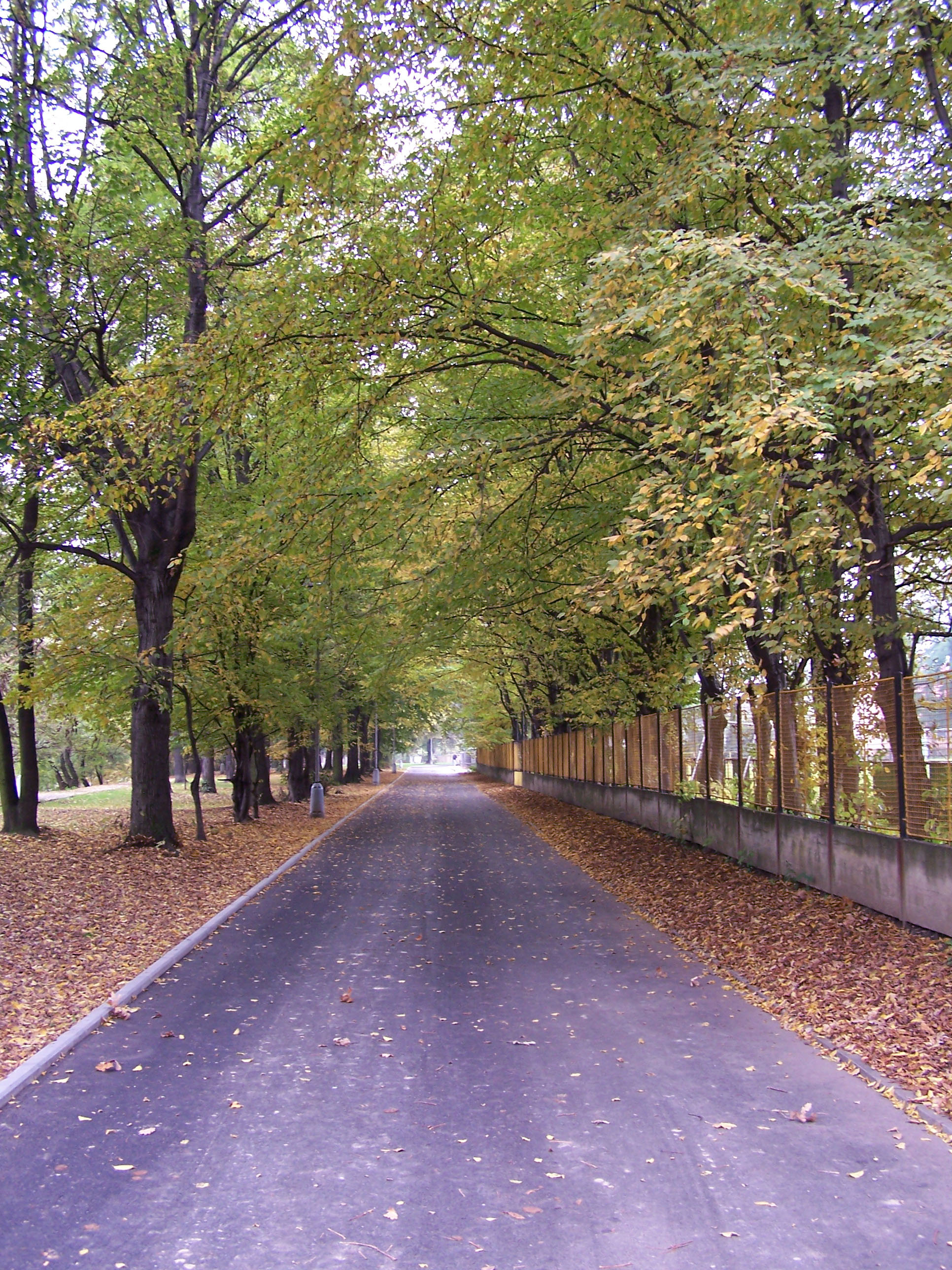
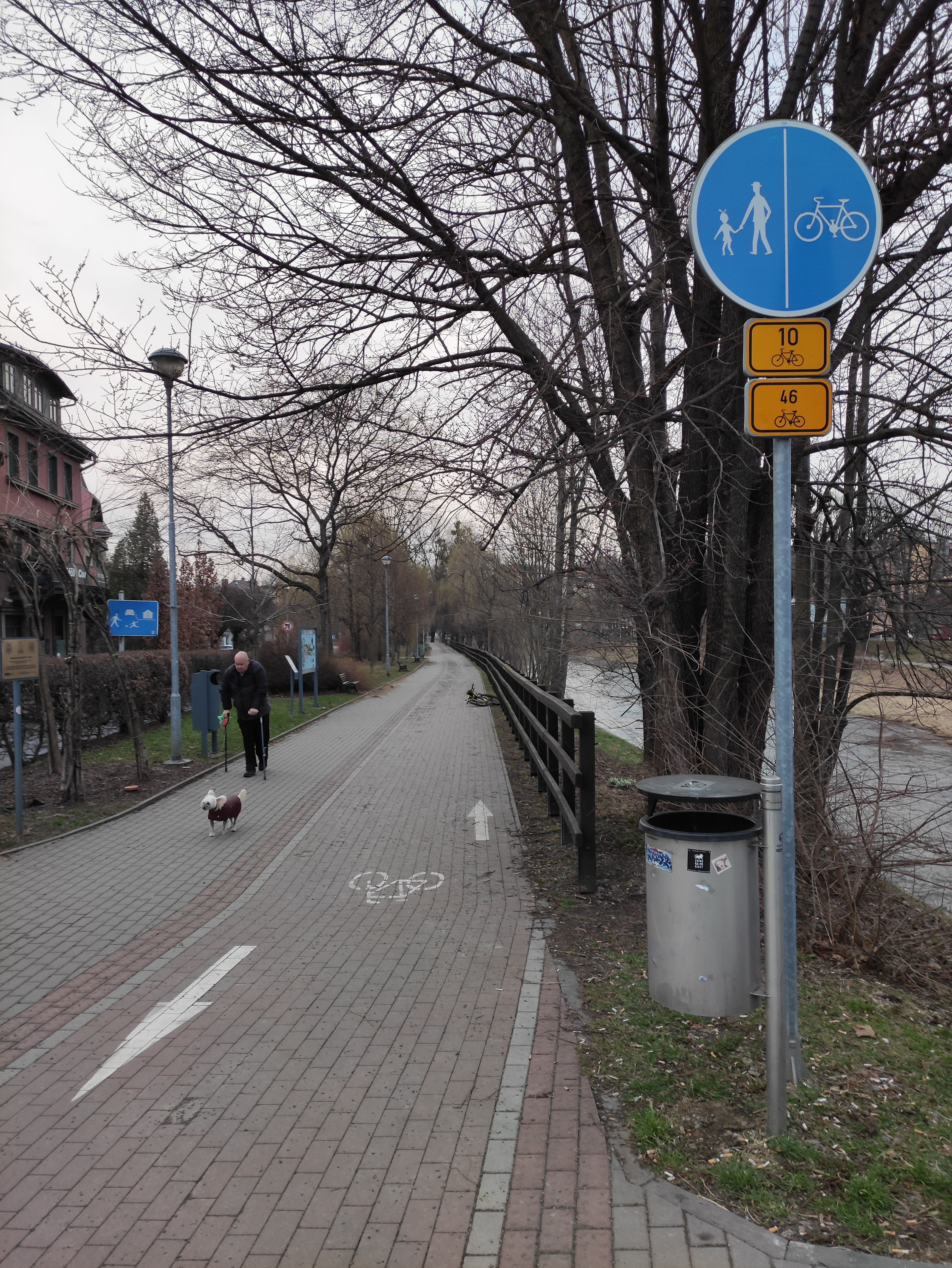
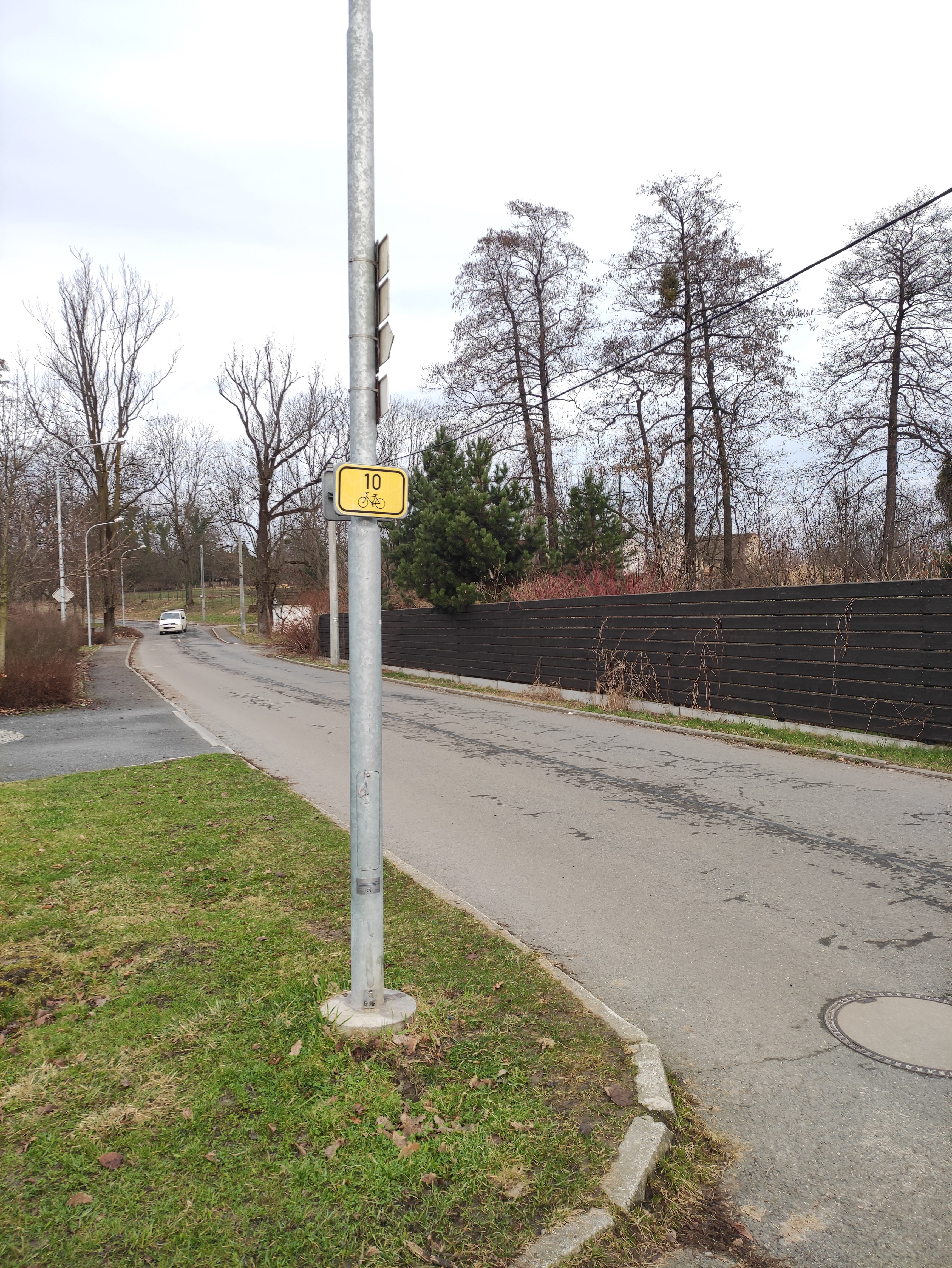